# Heptathlon aux championnats du monde d'athlétisme 1997
Navigation
Göteborg 1995 Séville 1999
Le concours de l'heptathlon des championnats du monde d'athlétisme 1997 s'est déroulé les 3 et 4 août 1997 au Stade olympique d'Athènes, en Grèce. Il est remporté par l'Allemande Sabine Braun.

## Résultats
| Rang               | Athlète                   | Pays             | Performance | Notes |
| ------------------ | ------------------------- | ---------------- | ----------- | ----- |
| Médaille d'or      | Sabine Braun              | Allemagne        | 6739        |       |
| Médaille d'argent  | Denise Lewis              | Royaume-Uni      | 6654        |       |
| Médaille de bronze | Remigija Nazarovienė      | Lituanie         | 6566        |       |
| 4                  | Urszula Włodarczyk        | Pologne          | 6542        |       |
| 5                  | Natallia Sazanovich       | Biélorussie      | 6428        |       |
| 6                  | Mona Steigauf             | Allemagne        | 6406        |       |
| 7                  | LeShundra Nathan          | États-Unis       | 6298        |       |
| 8                  | Irina Vostrikova          | Russie           | 6277        |       |
| 9                  | Peggy Beer                | Allemagne        | 6259        |       |
| 10                 | Kelly Blair LaBounty (en) | États-Unis       | 6253        |       |
| 11                 | Nathalie Teppe            | France           | 6242        |       |
| 12                 | Marie Collonvillé         | France           | 6179        |       |
| 13                 | Tatyana Gordeyeva         | Russie           | 6084        |       |
| 14                 | Tiia Hautala              | Finlande         | 6026        |       |
| 15                 | Joanne Henry              | Nouvelle-Zélande | 6011        |       |
| 16                 | Imma Clopés               | Espagne          | 5631        |       |
| —                  | Svetlana Moskalets        | Russie           | DNF         |       |
| —                  | Ma Chun-Ping              | Taipei chinois   | DNF         |       |
| —                  | Eunice Barber             | Sierra Leone     | DNF         |       |
| —                  | Svetlana Kazanina         | Kazakhstan       | DNF         |       |
| —                  | Kym Carter                | États-Unis       | DNF         |       |
| —                  | Athina Papasotiriou       | Grèce            | DNF         |       |

## Légende
Records et Performances
- AR : Record continental (area record)
- CR : Record des championnats (championship record)
- MR : Record du meeting (meet record)
- NR : Record national (national record)
- OR : Record olympique (olympic record)
- PR : Record paralympique (paralympic record)
- PB : Record personnel (personal best)
- SB : Meilleure performance personnelle de la saison (season's best)
- WL : Meilleure performance mondiale de l'année (world leader)
- WJR : Record du monde junior (world junior record)
- WR : Record du monde (world record)

Circonstances et Conditions
- DNF : N'a pas terminé (did not finish)
- DNS : N'a pas pris le départ (did not start)
- DQ : Disqualification (disqualification)
- NM : Aucun essai valable enregistré (No Mark)
- Q : Qualifié « directement » au prochain tour (ou à la prochaine compétition), lors d'une compétition majeure, grâce au classement ou à la réalisation des minima (automatic qualifier)
- q : Qualifié au prochain tour (ou à la prochaine compétition), lors d'une compétition majeure, grâce au repêchage ou à la réalisation de l'une des meilleures performances parmi celles des « non qualifiés directement » (grâce au meilleur temps ou à la meilleure distance par exemple) (secondary qualifier)